# 松田康長
松田康長（まつだやすなが，天文6年（1537）？－天正18年（1590））日本戰國時代－安土桃山時代武將。後北條氏家臣。出仕北條氏康、北條氏政和北條氏直三代。伯父·松田盛秀，父·松田康定，弟·松田康鄉。從兄弟·松田憲秀。

## 略歷
康長擔任後北條氏的奉行一職，負責處理有關政務方面事務。永祿2年（1559）在〈北條氏所領役帳〉一文中提到他是御馬廻眾，領有700貫。天正15年（1587）為了防備豐臣氏而構築山中城。天正18年（1589）豐臣秀吉展開小田原之戰時成為該城城主。隔年，即天正19年（1590）由豐臣秀次率領7萬大軍圍攻山中城，康長奮戰整整半天，城池最終陷落，他和城兵幾乎全數戰死。